# 庫努拉納山 (玻利維亞)
19°48′S 65°39′W / 19.800°S 65.650°W
庫努拉納山（Khunurana），是玻利維亞的山峰，位於該國南部波托西省，處於波托西以南約20公里，屬於安第斯山脈中波托西山脈的一部分，海拔高度5,071米。